# Битва за Брест

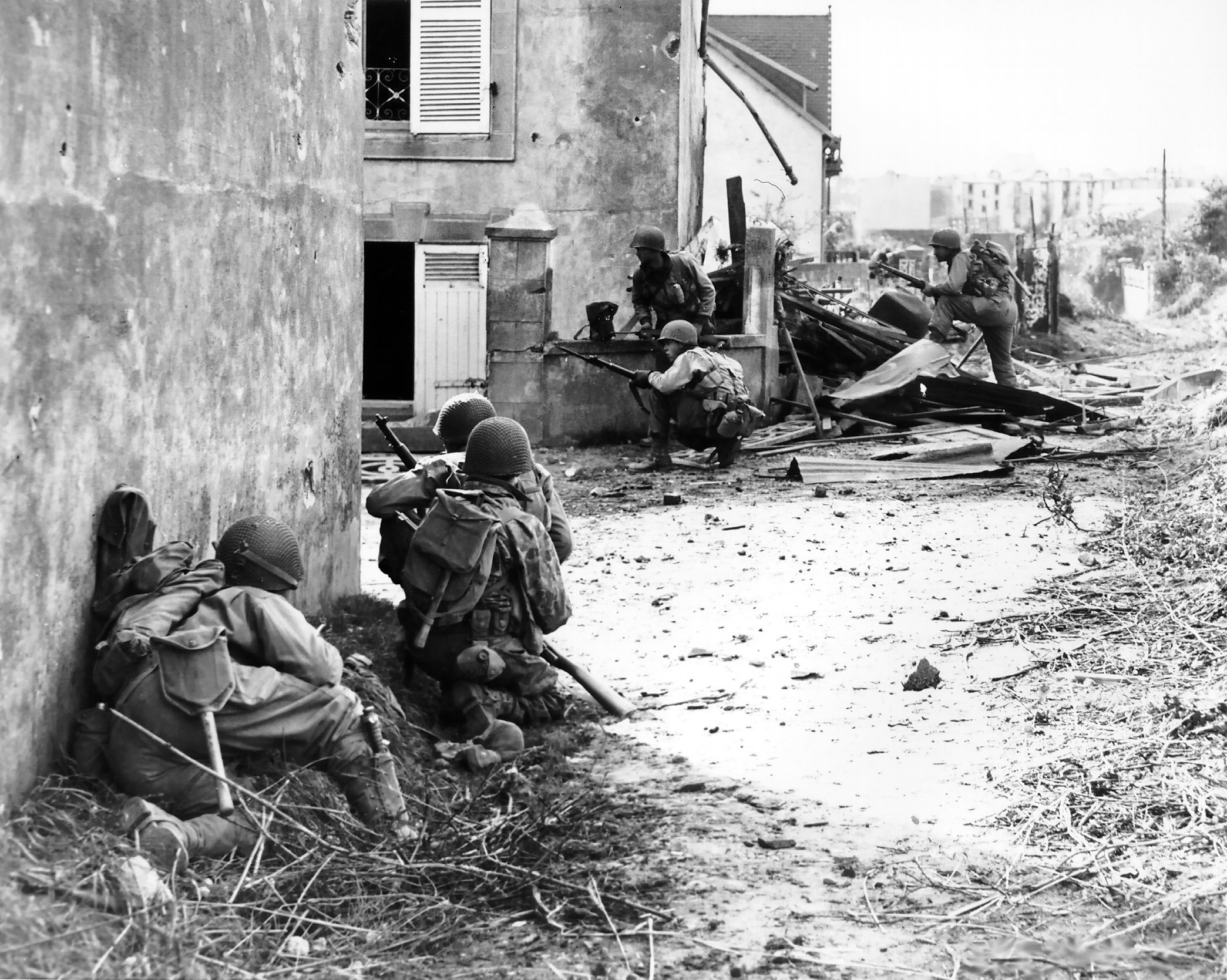
Солдати 2-ї піхотної дивізії просуваються під кулеметним вогнем на околицях Бреста. 9 вересня 1944

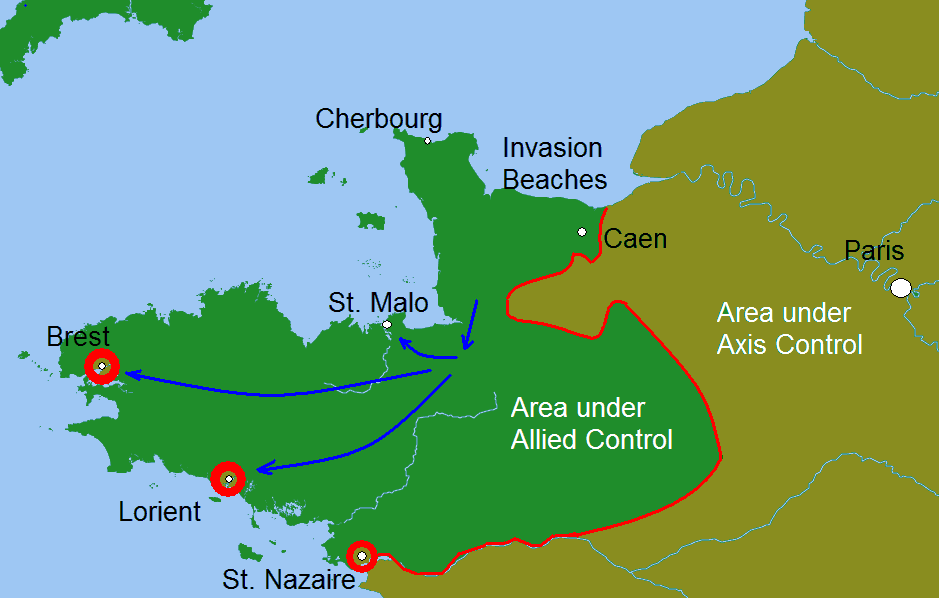
Карта загального становища на заходи Франції перед початком битви за Брест. Червоним виділені міста, що піддалися тривалої облозі

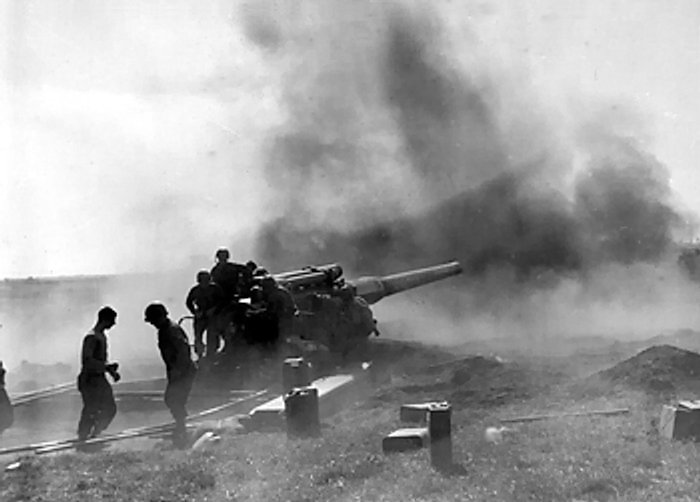
Американська польова артилерія веде артилерійський вогонь по позиціям німецьких військ у Бресті. Серпень 1944

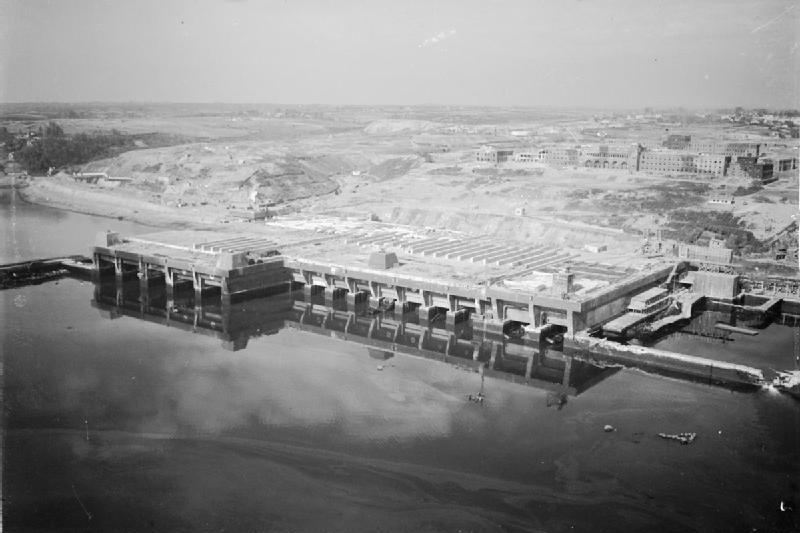
Німецькі бункери підводних човнів U-Boot в Бресті

Про битви за місто Берестя-над-Бугом та Берестейську фортецю дивиться оборона Берестя 1939 року та 1941 року
Битва за Брест (англ. Battle for Brest, нім. Schlacht um Brest) — одна з найзапекліших битв між американськими та німецькими військами за французьке місто Брест в період з 7 серпня по 19 вересня 1944 у ході операції «Оверлорд».

## Історія

### Передумови
На початку війни на Західному фронті, після падіння Франції в 1940 році, США і Велика Британія почали розглядати різні варіанти можливого «вторгнення в Західну Європу», яке мало розпочатися, коли і якщо Сполучені Штати приєднаються до війни. За задумом американські і канадські війська мали бути перекинуті з Північної Америки до Англії (поки Британія все ще перебуває у війні), доки союзники не зможуть організувати та здійснити вторгнення на континент.
З перших днів планування такої масштабної стратегічної операції головною проблемою було питання, як забезпечити армію вторгнення десятками тисяч тонн матеріальних засобів, які їй знадобляться відразу після висадки. Захоплення портів на європейському узбережжі Атлантичного океану було конче необхідне, і найбільш слушними для цього були чітко визначені цілі вторгнення. Опанування та подальше утримання цих портових об'єктів вважалося критично важливим, оскільки нестача припасів поставила б армію вторгнення у скрутне становище. Виходячи з цього на початковому етапі вторгнення передбачалося будівництво на узбережжі великих штучних портів («Малберрі»), але вони мали обмежені розвантажувальні спроможності і розглядалися як запасний варіант, поки не будуть захоплені і введені в експлуатацію справжні морські порти.
Відповідні порти були по всьому північному узбережжю Франції, зокрема порт Брест у Бретані, який тривалий час був головною гаванню французького флоту на атлантичному узбережжі і найзахіднішим портом Франції. Планувальники союзників навіть вважали за раціональне, щоб після його захоплення припаси могли б надходити безпосередньо із США до Бреста, оминаючи Англію і набагато швидше прибували б союзним арміям, що рухалися на схід, до Німеччини.
Іншими портами були Сен-Мало, Лор'ян і Сен-Назер у Бретані, а також Шербур і Гавр у Нормандії (які згодом були визначені у смузі висадки морського десанту). Операція «Следжгаммер», захоплення Шербура, розглядалася союзниками, але була скасована після катастрофічного Дьєпського рейду 1942 року. Було вирішено, що пряма атака на порт з моря недоцільна й приречена на величезні втрати із сумнівним результатом.
Німці, розуміючи цю небезпеку, в рамках концепції «Атлантичного валу» почали будувати укріплення навколо цих портів на початку війни силами організації Тодта. Деякі з цих портів були також великими базами підводних човнів, і в них були побудовані бомбостійкі бетонні укриття для німецьких субмарин. Ці укріплення деякий час витримували повітряні удари союзників. Місцеві групи французького Руху опору, що діяли в Бретані, особливо поблизу Бреста, посилали шпигунів, щоб спостерігати і повідомляти про німецьку військово-морську активність, таку як прибуття і відплиття підводних човнів та інших кораблів Крігсмаріне.

### Початок вторгнення союзників
Незабаром після вторгнення союзників до Нормандії штучні гавані «Малберрі» відбуксирували від берегів Англії і встановили поблизу французького узбережжя. На жаль для союзників, один з них був знищений штормом менш ніж через два тижні. Після цього припаси в основному висаджувалися безпосередньо на пляжі, але цей варіант логістичних поставок військам був не таким ефективним. Англо-американським військам конче потрібний був обладнаний морський порт.
Шербур, розташований на краю півострова Котантен у Нормандії, був захоплений американцями, які висадилися на плацдармі «Юта», але німецький гарнізон знищив його портові споруди перед капітуляцією. Це був єдиний великий порт у зоні висадки морського десанту союзників, що був ними захоплений. Невдовзі американська 3-тя армія під командуванням Джорджа С. Паттона, скориставшись успіхом операції «Кобра», прорвала оборону противника та відрізала війська вермахту на півострові Бретань від головних сил. Для захоплення Бресту на цей напрям був перекинутий VIII корпус США. Війська Вермахту, що опинилися в пастці в Бретані, відступили до укріплених портів на півострові, коли війська 3-ї армії США просунулися туди і оточили їх. Гарнізон Бреста, Festung Brest, що означало «Фортеця Брест», як німецька пропаганда називала оточені міста, був переданий під командування генерала парашутних військ Германа-Бернгарда Рамке, ветерана повітрянодесантних військ корпусу «Африка». Його сили складалися з німецької 2-ї парашутної, 266-ї, 343-ї піхотних дивізій та інших частин Вермахту, загалом близько 40 000 бійців.
17 серпня старе місто-фортеця Сен-Мало було захоплене 83-ю піхотною дивізією («Огайо»), але його невеликі портові споруди були виведені з ладу захисниками. Німецький гарнізон, розміщений на сусідньому острові Сезамбр, здався лише після кількаденного обстрілу з військових кораблів і потужних авіаударів з повітря, коли їхні берегові гармати вже були виведені з ладу. Повітряне бомбардування острова стало одним з перших випадків застосування напалмових бомб. Було зрозуміло, що німці докладуть максимум зусиль, щоб якомога довше позбавляти союзників можливості користуватися французькими портами, й щосили захищатимуть побудовані навколо них фортеці, а в разі загрози захоплення нищити або серйозно пошкоджувати доки та інші інфраструктурні об'єкти.
7 серпня 1944 року американські війська прорвалися до околиць Бреста, розпочалася облога стратегічно важливого міста.

### Битва за Брест
Брест був оточений і врешті-решт взятий штурмом американським VIII корпусом. Битва виявилася надзвичайно важкою, оскільки німецький гарнізон мав добре укріплені позиції та укриття і частково складався з десантників, а також особового складу Крігсмаріне — від екіпажів підводних човнів і катерів до моряків лінкорів, у тому числі тих, хто врятувався з пошкоджених або потоплених суден, штурмових груп морської піхоти і солдатів розформованої авіапольової дивізії Люфтваффе, перекинутої на посилення узбережжя Нормандії.
Німецькі десантники виправдали свою репутацію, в чому союзники вже пересвідчилися раніше в таких битвах, як Монте-Кассіно. В той час, як деякі менш боєздатні підрозділи здалися досить легко, десантники затято захищали свої позиції, попри значні труднощі, масовані обстріли, повітряні удари та американські штурми. Наступаючі сили зазнавали численних втрат за кожне невелике просування вглиб міста.
Відповідно до своєї воєнної доктрини, американці намагалися використати свою перевагу у вогневій потужності артилерії та повітря для зламу опору захисників фортеці. Німці запаслися значною кількістю боєприпасів для оборони міста і мали зброю всіх калібрів (від легких зенітних до морських гармат), вкопану в укріпленнях і дотах. Частини спеціалізованої британської 79-ї бронетанкової дивізії, озброєну важкою спеціальною технікою, перейшли в атаку на добре укріплений форт Монтбарі. Вогнеметним танкам «Крокодил Черчілля» разом з американською піхотою знадобилося три дні, щоб опанувати форт.
Бої були інтенсивними, бойові дії велися за кожний будинок чи споруду. Укріплення (побудовані як французами, так і німцями) виявилося дуже важко подолати, і обидві сторони здійснювали потужний артилерійський обстріл.
Зрештою, старе місто Брест було зрівняне з землею в ході цих боїв, залишилися лише деякі середньовічні кам'яні укріплення.
19 вересня 1944 року генерал Рамке здав місто американцям після того, як портові споруди стали непридатними для використання. Останній німецький форпост капітулював в Аудієн 20 вересня. На той час Париж вже був звільнений союзними арміями, а в Нідерландах вже йшла операція «Маркет-Гарден».
Після кривавого захоплення Бреста, яке обійшлося американцям у великі втрати, було прийнято рішення оточити решту окупованих німцями портів у Франції, за винятком тих, які можна було захопити з ходу, замість того, щоб штурмувати їх в ході затятої міської битви з колосальними людськими втратами та руйнуваннями. Винятком став Гавр, який був взятий британською 2-ю армією 12 вересня 1944 року. Деякі з бретонських портів, Сен-Назер, Лор'ян, капітулювали лише 9 травня 1945 року, наступного дня після капітуляції нацистської Німеччини та перемоги над нацизмом у Європі.

## Відео
- Brest Surrender 1944 [Архівовано 28 квітня 2015 у Wayback Machine.]
- Ramcke Middleton 1944 [Архівовано 22 вересня 2016 у Wayback Machine.]